# Hängegefäß
Unter einem Hängegefäß (auch Hängebecken - (dänisch Hængekar)) versteht man in der Archäologie ein kumpfförmiges Gefäß aus Metall. Hängegefäße gehören zu den interessantesten Utensilien bzw. Fundstücken vom Ende der nordischen Bronzezeit. Der Begriff entstand, da zunächst angenommen wurde, dass diese Behältnisse aufgehängt wurden. Wozu die aus Bronze getriebenen Becken ursprünglich gedient haben, ist unbekannt. Hängeschalen sind dagegen charakteristische Artefakte aus der Zeit zwischen dem Ende der römischen Herrschaft um 410 n. Chr. und der Entstehung der angelsächsischen Heptarchie im 7. Jahrhundert, insbesondere in Großbritannien. 

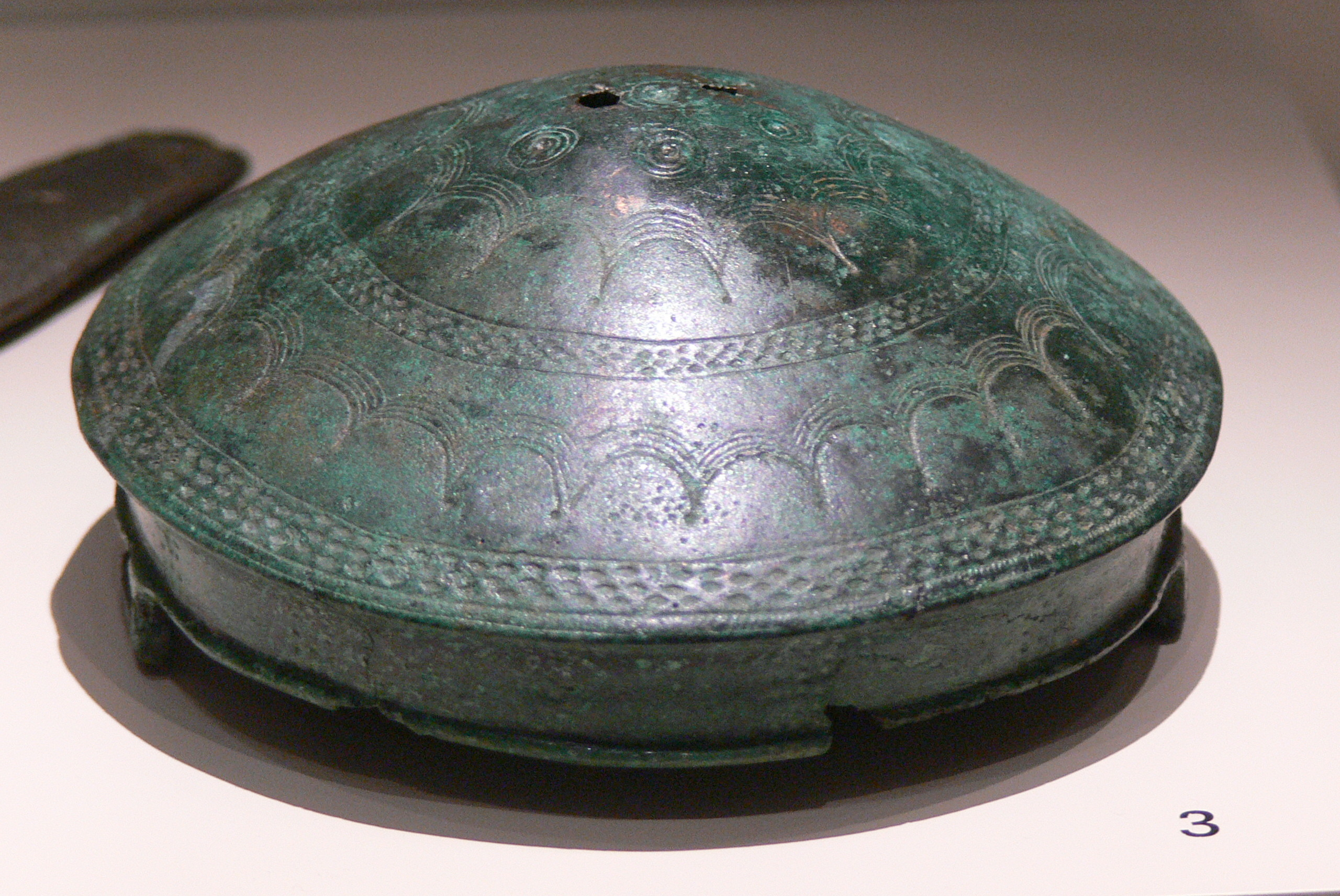
Hängebecken auch Gürteldose genannt

## Abgrenzung
Der Begriff wird auch für kesselartige Gefäße verwandt, wie sie z. B. im Grab 1762 in Krefeld-Gellep, einem keltischen, also eisenzeitlichen Gräberfeld oder bei Gefäßen der Walternienburger Kultur und der Mondseekultur gefunden wurden.

## Beschreibung
Der Beckenboden ist bei fast allen Exemplaren auf der Außenseite verziert. Die Muster wurden eingeritzt und gepunzt. Im Mittelteil des Buckels sind sie durch Abnutzung häufig kaum noch erkennbar. An den Rändern befinden sich zwei flache Ösen, seltener Löcher oder Wandschlitze, die möglicherweise zur Befestigung eines Deckels dienten. Tatsächlich fanden sich auch Deckel aus Bronze oder Leder. Bisweilen zeigen die Ösen nicht innen, sondern außen Gebrauchsspuren, einige sind sogar zu klein für eine derartige Befestigung. Aus einigen älteren dänischen Baumsärgen sind kleinere Versionen bekannt, deren Verzierungen ähnlich sind. Sie gehörten vielleicht als Gürteldose zur Bekleidung. Ein Bronzebecken aus Neu-Grebs in Mecklenburg enthielt allerdings Reste einer mit Blüten versetzten fetthaltigen Substanz. Vielleicht setzen die großen Exemplare die Tradition der Gürteldosen als Schminkbehälter fort. In Winzlar, einem Ortsteil von Rehburg-Loccum (Niedersachsen), diente ein Hängebecken das auch eine Goldnadel enthielt, als Behältnis für die Asche eines 40 bis 50 Jahre alten Mannes. Das Becken hat einen Durchmesser von 31,6 cm und eine Höhe von 18,7 cm und ist damit das größte bisher gefundene Exemplar. Innen ist es mit einem siebartig durchbrochenen Kragen ausgestattet. In den Löchern des Beckens blieben Reste einer glasartigen Masse erhalten. Das gegossene Hängebecken wurde noch einmal erhitzt, um die glasartige Substanz aufzuschmelzen.
Mehr als die Hälfte der überkommenen Gefäße zeigen eine Zier, wie sie auch das Gefäß aus Wegeleben in Sachsen-Anhalt zeigt. Es ist mit einer mäanderartigen Punzverzierung versehen. Die äußere Kreiszorne ist als breites, endlos ineinandergreifendes, S-förmiges Wellenband gestaltet. Beim Wegelebener Exemplar greift das Motiv des inneren Kreises diesen Rhythmus auf. Einzelne schlangenförmig gewundene Ornamente enden in gegenständigen Haken. Diese sind mitunter durch Ritzverzierungen derart umgeben, dass der Eindruck eines auf Wellen reitenden Pferdekopfes entsteht. Eventuell handelt es sich um eine Abstraktion von Schiffen, deren Steven in Tierköpfen enden. Solche auch von anderen Artefakten und Felsritzungen bekannten Schiffsdarstellungen spielen in der nordischen Bilderwelt der Bronzezeit eine große Rolle. Die Abnutzungen der Oberfläche legen nahe, dass die Gefäße in regelmäßigem Gebrauch war. Schadstellen wurden bereits in vorgeschichtlicher Zeit repariert.

## Verbreitung
Die meisten dieser 360 bekannten Gefäße fanden sich als Depotgutbehälter, einige als Einzelfund in der Erde. Da mitunter die mittleren Teile des gewölbten Bodens fehlen (Beschädigung durch Pflügen des Fundorts), ist es wahrscheinlich, dass diese Gefäße nicht als Behältnis verstanden wurden, sondern mit der Öffnung nach unten deponiert waren. Die meisten Funde stammen aus Dänemark (z. B. Budsene, Vaseholm) und Südschweden. Ihre Verbreitung reicht indes von Norwegen bis nach Frankreich und in die Schweiz. Zu den kostbarsten Funden aus der Periode V nach Oscar Montelius (um 800 v. Chr.) zählen drei gegossene Hängebecken, die in Gittrup (Münster/Westf.), Rheda (Kreis Gütersloh) und in der Umgebung von Bad Driburg (Kreis Höxter) gefunden wurden. Die Fundstücke von Rheda, Gittrup und Gleesen kamen alle in Nachbarschaft der Ems zutage. Es darf angenommen werden, dass sich an der Ems eine eigene Werkstattprovinz gebildet hat; sie lässt sich als "Emswerkstatt" bezeichnen. Unter Einfluss aus Schleswig-Holstein hat sich in Niedersachsen entlang der Elbe eine eigene Fundgruppe von Bronzebecken gebildet, die sich in technischer Hinsicht von echt "nordischen" Stücken unterscheiden lässt. Ihre südlichsten Funde liegen im Elbe-Weser-Dreieck und bei Uelzen.

## Funde
In Sachsen-Anhalt, wo bislang 16 solcher Bronzen oder Reste davon bekannt waren, gelangen im Jahre 2005 zwei Neufunde in der Altmark; einer im Landkreis Stendal. Das außergewöhnlich gut erhaltene zweite Stück kam bei einer Grabung zu Tage, deren genaue Stelle geheim gehalten wird. Das letzte Becken in Sachsen-Anhalt war im Jahre 1820 in Wegeleben im Landkreis Halberstadt gefunden worden. In einem Gelände bei Stendal wurde ein Hängebecken geborgen, das über eine bronzene Armspirale gestülpt war. Eine weitere lag in der Nähe, auf Höhe der Gefäßmündung. Die Gefäßwandung war gerissen und unsachgemäß repariert worden, sie war ursprünglich aus einem Stück gefertigt. Zunächst wurde das Gefäß wohl als flache Scheibe gegossen und anschließend kalt getrieben. Die Fähigkeit, dünne Wandstärken in Bronze zu treiben, zeugt ebenso wie die Verzierung, die mit Punzenschlägen erfolgte, von großer Kunstfertigkeit. Die Verzierungen bestehen aus einem Muster punktgesäumter Linien, das sich an der Buckelform orientiert. Der Innenfries ist mit gleichförmig gerollten Spiralen verziert. Der äußere Fries zeigt ein breites, ineinandergreifendes S-Band. Identische Muster tragen zwei Schmuckplatten aus Günserode in Thüringen, die man aus Resten eines Gefäßes hergestellt hat. In der Nähe der Funde lagen Tierknochen und Keramik, die aus derselben Zeit stammen könnten. Die Grube, die man für den Hort ausgehoben hatte, zeichnete sich im Planum nur unvollständig ab.